# Noccaea magellanica
Noccaea magellanica là một loài thực vật có hoa trong họ Cải. Loài này được (Comm. ex Poir.) Holub mô tả khoa học đầu tiên năm 1998.